# كلوستريديوم وتدي الشكل
كلوستريديوم سفينويديس أو كلوستريديوم وتدي الشكل أو كلوستريديوم إسفيني الشكل  هو نوع من البكتيريا من فصيلة كلوستريدياسيا.